# Pepsi Generation
Pepsi Generation utgjorde temat för en reklamkampanj för Pepsi som startade 1963. Den uppmanade unga ("Come Alive! You're the Pepsi Generation!") och förde fram Pepsi som de ungas val gentemot Coca-Cola. Pepsi var drycken för de unga och de med ungdomliga åsikter med framtiden för sig. Den är ett tidigt exempel på hur livsstil knyts till en produkt (lifestyle marketing) och förde fram egenskaper hos konsumenterna snarare än produktens. 